# Франц Йозеф фон Штайн
Франц Йозеф фон Штайн (нім. Franz Joseph von Stein; 4 квітня 1832 — 4 травня 1909) — архієпископ Мюнхена й Фрайзінга з 1897 по 1909 рік.

## Біографія
Народився 4 квітня 1832 року, Аморбах, 10 серпня 1855 року, у віці 23 років, був висвячений на священика Вюрцбурга, Німеччина, і висвячений архієпископом Фрідріхом фон Шрайбером та єпископами Йозефом Георгом фон Ерлером та Йозефом Францом фон Векертом.
19 жовтня 1878 року, у віці 46 років, він був призначений єпископом Вюрцбурга, а на початку наступного року був затверджений і висвячений. 24 грудня 1897 року у віці 65 років він був призначений архієпископом Мюнхена й Фрайзінга і призначений 18 квітня 1898 року.
У 1900 році він провів релігійне весілля принцеси Єлизавети Баварської і отримав Орден Леопольда I від короля Леопольда II.
Помер 4 травня 1909 року